# Gotószentgyörgy
Gotószentgyörgy (horvátul: Kula, németül: Josefsfeld) falu Horvátországban, Pozsega-Szlavónia megyében. Közigazgatásilag Kutjevóhoz tartozik.

## Fekvése
Pozsegától légvonalban 18, közúton 22 km-re északkeletre, községközpontjától 6 km-re délkeletre, a Pozsegai-medencében, a Pozsegáról Nekcsére menő 51-es főút mentén, Ferovac és Bektež között, a Kutjevačka-patak partján fekszik. 

## Története
A falu már a középkorban is létezett, 1312-ben már Szentgyörgy néven említik. Nevét Szent György vértanú tiszteletére szentelt középkori templomáról kapta. 1413-ban „Poss. Cothozenthgyurg”, illetve „Gothozenthgyurg” alakban szerepel a korabeli forrásokban. A Partasovczi, majd a Garai család birtoka volt. A határában található „Gračine” régészeti lelőhely valószínűleg a középkori Gotószentgyörgy maradványait rejti. A török uralom idején a falut katolikus horvátok lakták. 1698-ban „Szveti Gyorgy” néven öt portával szerepel a török uralom alól felszabadított szlavóniai települések összeírásában. 1730-ban 16, 1746-ban 17 ház állt a településen. A török időket követően középkori templomából valószínűleg csak a torony maradt meg, melyet őrtoronyként használhattak. Erről kezdte a horvát lakosság a falut is Kulának, azaz toronynak nevezni. A horvát lakosság 1764 körül Bektežre költözött, így a falu csaknem kiürült. Néhány évvel később németek települtek ide, akik a falut II. József császár után „Josefsfeldnek” nevezték el, bár a hétköznapi használatban a Kula is megmaradt. 
Az első katonai felmérés térképén „Dorf Kula”néven található, de nevét láthatóan később írták a térképre. Az eredeti felirat „Mayerhof” volt. Lipszky János 1808-ban Budán kiadott repertóriumában „Kula” néven szerepel.  Nagy Lajos 1829-ben kiadott művében „Kula” néven 59 házzal és 399 katolikus vallású lakossal találjuk. 
A településnek 1857-ben 396, 1910-ben 646 lakosa volt. 1910-ben a népszámlálás adatai szerint lakosságának 86%-a német, 10%-a horvát anyanyelvű volt. Pozsega vármegye Pozsegai járásának része volt. Az első világháború után, 1918-ban az új Szerb–Horvát–Szlovén Királyság, majd később (1929-ben) Jugoszlávia része lett. A második világháború idején a német lakosságot elüldözték, helyükre a háború után szerbek költöztek. 1991-ben lakosságának 91%-a szerb, 4%-a horvát nemzetiségű volt. A délszláv háború idején a szerbeknek is menekülniük kellett. Helyükre a Szerémségből, főként Hrtkovciból települtek be horvátok, így ma a falu lakossága már többségében horvát nemzetiségű. A településnek 2011-ben 331 lakosa volt. 

## Lakossága
| Lakosság változása | Lakosság változása | Lakosság változása | Lakosság változása | Lakosság változása | Lakosság változása | Lakosság változása | Lakosság változása | Lakosság változása | Lakosság változása | Lakosság változása | Lakosság változása | Lakosság változása | Lakosság változása | Lakosság változása | Lakosság változása |
| ------------------ | ------------------ | ------------------ | ------------------ | ------------------ | ------------------ | ------------------ | ------------------ | ------------------ | ------------------ | ------------------ | ------------------ | ------------------ | ------------------ | ------------------ | ------------------ |
| 1857               | 1869               | 1880               | 1890               | 1900               | 1910               | 1921               | 1931               | 1948               | 1953               | 1961               | 1971               | 1981               | 1991               | 2001               | 2011               |
| 396                | 434                | 521                | 514                | 572                | 646                | 606                | 662                | 531                | 474                | 477                | 429                | 422                | 395                | 404                | 331                |

## Nevezetességei
Szent Péter tiszteletére szentelt római katolikus templomának építése 1999-ben kezdődött. Alapkövét 1998-ban máriabesztercei látogatásokor áldotta meg II. János Pál pápa. 2016-ban még folytak a templom befejező munkálatai.